# Лафаро, Скотт
Скотт Лафаро — американский джазовый контрабасист, известный своей работой в трио Билла Эванса.

## Детство и юность
Отец Рокко Джозеф Лафаро — американец в первом поколении. Предки его переехали из провинции Калабрия (крайний юг Апеннинского полуострова).
Мать Хелен Лусилл Скотт имела шотландско-ирландско-английское происхождение, ребёнком перевезена в США, после смерти матери воспитывалась отцом.
После знакомства и замужества в Джениве, штат Нью-Йорк, родители переехали в Эрвингтон, пригород Ньюарка (штат Нью-Джерси), где родился Скотт, а в 1938 г. — его сестра Хелен. В 1942 г. семья вернулась в Джениву. В 1945 году в семье появился третий ребёнок — дочь Линда.
Отец Лафаро предпочёл не давать своим детям музыкального образования слишком рано. В позднем возрасте они задавались этим вопросом и пришли к выводу, что отец не хотел лишать их «нормального» детства.
"Слишком плохо, что папа не заставлял меня играть последовательности, когда я был ребенком. Подумайте, насколько дальше я смог бы продвинуться."Скотт Лафаро, Филадельфия, 1957
Музыкальное образование Скотта началось в шестом классе с уроков госпожи А. Сэмпсон в доме неподалёку. Музыкальный директор средней школы Годфри Браун, в рамках школьной программы по музыке, предложил Скотту бас-кларнет, в качестве вакантного на тот момент в группе, с возможностью в последующем, сменить инструмент. В 13 лет, играя на бас-кларнете, он участвует в Нью-йоркском музыкальном фестивале All-State. Вдохновившись органистом Шарлоттой Буллок, отец приобщает Скотта к церковному песнопению, а также к звучанию классических составов и композиторов.
В средней школе Скотт участвует почти во всех музыкальных коллективах и мероприятиях. В группе он играл на бас-гитаре и кларнете, а в джаз-бэнде — на тенор-саксофоне. Также в средней школе он впервые увлёкся джазом: слушая пластинки из коллекции отца, он понял, что это его музыка. Постепенно музыка стала главным в его жизни. При этом Скотт оставался обычным парнем среди сверстников. Играл в баскетбол и гольф, проводил солнечные дни с семьёй на пляже. В одну из ночей семья Скотта покинула дом, загоревшегося от замыкания в электропроводке. На время восстановления дома Скотт вместе со старшей из сестёр пожили по приглашению у Г. Брауна, родители с младшей — у ближайших соседей. Непредвиденные расходы вынудили семью принять квартирантов, а также находить дополнительные способы заработать, в чем принимали участие и старшие дети. В своей комнате у Скотта была аудиосистема из двух проигрывателей. Его интерес к электронной технике не пропал и в более поздние годы.
"Я не знаю, примут ли люди его [джаз] когда-нибудь. Возможно, мне стоит вернуться в школу и заняться электроникой."(Дженива, 1960)
Позже, по предложению Г. Брауна, Скотт взялся за баритон-саксофон и в числе нескольких других его учеников присоединился к «Фермерам». Они ещё не участвовали в самом конкурсе, но играли на открытии и закрытии парадов. Так Скотт приобрёл первый опыт выездных выступлений.
К тому времени не вызывало сомнений, что Скотт останется музыкантом и пойдёт учиться в Итака-колледж.
В четвёртом классе средней школы стал директором студенческой группы. В эти годы он стал чаще появляться в клубе Белхёрст (место работы отца), стал больше общаться с отцом и его коллегами, слушать других музыкантов в ночных клубах. Скотт стал самым молодым участником секстета Chess Men, любил также играть с The Rhithm Aires.
Чуть позже, играя в баскетбол, Скотт врезался в кого-то и поранил верхнюю губу так, что пришлось зашивать. Вернувшись к инструменту после нескольких недель отлучения, Скотт был очень недоволен своей игрой и опасался, что безвозвратно потерял качество игры в результате травмы.
На последнем году обучения в средней школе отец предлагает Скотту контрабас в качестве инструмента для колледжа. Пришлось привлечь дочь Г. Брауна Гейл для первого знакомства Скотта с инструментом.
Также при содействии отца Скотт взял несколько уроков у Ника Д’Анджело.

## Начало карьеры
В 1954 Скотт со своим одноклассником Бобом Уимкером едут в Итаку на прослушивания в колледж. Интересно, что на автомобиле — «Кадиллаке» 1949 г. — отказала педаль тормоза и они врезались в столб. В тот день так и не попали на прослушивания, но после того как их перенесли, обоих приняли в колледж.
В колледже Скотт продолжал изучать кларнет, был участником хора и группы. Контрабас ему преподавал виолончелист Форрест Сандерс устно, поскольку не владел инструментом сам. Скотт увлёкся контрабасом и практиковал по 6-12 часов в сутки — привычка, которая сохранялась до конца жизни.
К концу первого года обучения в колледже Скотт решил отправиться в Лос-Анджелес. Отец и некоторые друзья убеждали его остаться и продолжать учёбу. Во время летних каникул Скотт присоедился к привычной жизни семьи в Джениве. Ник Д’Анджело, тем временем получил предложение о работе басистом в оркестре Бадди Морроу от которого отказался, сославшись на занятость, но предложил вместо себя Скотта Лафаро.
Это была его первая серьёзная работа басистом.
Осенью 1955 г. он отправился в гастрольный тур с оркестром.
Первые записи с оркестром Бадди Морроу были сделаны в Нью-йорке и Чикаго летом 1956 года и он с гордостью послал альбом домой, где к тому времени родилась ещё одна сестра Лайза.
На одном из концертов в Лос-Анджелесе, Скотта знакомят с Рэдом Митчеллом, впечатляющим своей игрой. Скотт решает остаться на западном побережье. 5 сентября 1956 года он играет последний концерт с Бадди Морроу в Голливуд-палладиум. В октябре он присоединяется к группе Чета Бейкера. Гастроли стартовали месяцем позже, пока Чету не удалось уладить финансовые проблемы, вызванные употреблением наркотиков.
Играя с группой Бейкера, Скотт знакомится с пианистом Пэтом Мораном.
Тур заканчивается в январе 1957 г. в Майами.
Чтобы поспособствовать очередному туру Бёрдленд, куда Чета пригласили участвовать в числе других джазовых знаменитостей, 14 февраля Скотт впервые появляется на телевидении с его квинтетом в программе Стива Аллена «Сегодня вечером». Запись этого выступления попала на CD «Два гения трубы пятидесятых: Брауни и Чет» (Филолоджи рекордс)
Квинтету Чета все же пришлось пропустить тур Бёрдленд из-за обвинений, связанных с наркотиками.
В апреле Скотт вернулся в Лос-Анджелес.

20 мая 1957 по дороге в больницу умер отец Скотта — Джо. В день панихиды при беседе со старшей из сестёр Скотт признался: 
"Я всегда чувствовал, а теперь точно знаю, что умру в свои 25."Скотт Лафаро, Дженива, 1957
Перед отъездом Скотт заявил о своих планах в будущем перевезти семью на Запад.
В Лос-Анджелесе Скотт снимал комнату в доме Геллеров на Голливуд-хилл — саксофониста Херба и его жены Лоррейн. До получения профсоюзного билета Скотт не имел постоянной работы, а потому жил случайными заработками: многочисленные джем-сэйшны, участие в группах, подмены басистов. Также много практиковал дома.
В этот период он знакомится с композитором и саксофонистом Чарльзом Ллойдом, пианистами Терри Троттером, Доном Фридманом, Виком Фельдманом, Клэр Фишер.
Он общается также и с другими басистами, среди которых был Дон Пэйн. Рэд Митчелл и Лерой Виннегер взяли шефство над более молодыми Скоттом и Доном.
Летом 1957 года Скотт какое-то время работает с Мораном на озере Тахо. Осенью к нему переехала сестра Хелен, в дом на склоне Хай Тауэр-Драйв, где Скотт снял квартиру на верхнем этаже. Она отмечает в тот период его дружбу с Виктором Фельдманом.
Чуть позже Пэт Моран снова отзывает Скотта поработать с ним в Чикаго. Сестра остается в Лос-Анджелес в доме в Голливуде, куда она пригласила пожить подруг, после которого, они планировали найти новое жилье для себя и семьи к лету. Позднее это был дом на холмах Сильвер-лейк в Лос-Анджелессе. На этих выступлениях Лафаро встречается с другими известными басистами: Перси Хитом, Оскаром Петтифордом, Джорджем Дювивье.
По возвращении в Лос-Анджелес, Скотт живет у друзей. В январе 1958 выходит альбом Виктора Фельдмана «Прибытие», записанном вместе со Стивеном Леви на ударных и Скоттом Лафаро на контрабасе, ставший первой полномасштабной студийной записью с его участием.
В феврале 1958 г., за день-два до того, как уехать в Сан-Франциско, чтобы заменить Лероя Виннегера, пострадавшего в автокатастрофе, Скотт был приглашен на запись с Фрэнком Синатрой и аккомпанировавшим ему секстетом Стэна Гетца и Кэла Тжедера, вошедшую в их альбом.
После возвращения в Лос-Анджелес Лафаро продолжает играть с Фельдманом и Леви в клубе «Маяк». С Фельдманом и Франком Розолино они участвуют в выпуске нового телепроекта Стива Аллена в Голливуде.
Записи февраля входят в альбом Jazz at Ana.
В марте Скотт работает с Бадом Шэнком, подменив Гэри Пикока, собиравшегося играть в Нью-Йорк.
В апреле он встречается для совместной записи с Бадди ДеФранко, позже появляется в телешоу Бобби Траупа «Звезды джаза» вместе с Ричи Камукой и Виктором Фельдманом.
В один из вечеров, возвращаясь после концерта, Скотт остановил свою машину у закусочной и отлучился, а когда вернулся, то обнаружил, что Миттенвальд — его контрабас, купленный с отцом во время колледжских каникул перед поездкой на Запад — был украден. Скотт в смятении и растерянности вернулся в клуб, а наутро подал заявление в полицию.
На первое время пришлось взять инструмент напрокат, позже был приобретён Прескотт 3/4 1825 года.
В этот период, с целью обеспечить переезд семьи, берется за любую работу. И чем больше людей о нем узнавали, тем чаще стали приглашать.
Осенью 1958 года мать и три младшие сестры Скотта (последняя родилась уже после смерти отца) переезжают в Лос-Анджелес. В октябре он почти две недели играет с квартетом Санни Роллинса в Сан-Франциско.

## Последние годы
Осенью 1958 Скотт уезжает поработать в Нью-Йорк. Там в марте 1959 он получает концерт со Стэном Кентоном. В его планы даже было поехать в тур с оркестром, но, вероятно из-за конфликта с барабанщиком, вопрос был поставлен ребром, и к концу марта он вернулся в Лос-Анджелес.
По словам Херба Геллера, находящегося в тот момент в Нью-Йорке, Бенни Гудман не мог подобрать басиста, и Скотт полетел туда на прослушивания и был принят. С оркестром Гудмена он участвует в шестинедельном туре. После тура Скотт возобновил дружбу с Доном Фридманом, и они вместе сняли квартиру. Также вместе они какое-то время работали с Диком Хеймсом.
После Скотт снова играет в клубах Нью-Йорка, знакомится в этот период с Орнеттом Коулманом — тоже новатором в джазе.
Иногда Скотт играет с Биллом Эвансом, который совсем недавно ушёл от Майлза Дэвиса и искал звучание собственного трио. Они слышали друг о друге ранее и прониклись взаимных уважением и симпатией в музыкальном плане. С барабанщиком Полем Мотьяном они образуют трио. В конце года в таком составе они записывают альбом Билла «Портрет в джазе», высоко оцененный джазовыми критиками. После они отправились в тур по стране. После тура Скотт снова играет в клубах Нью-Йорка Гюнтер Шуллер в своем составе использует Скотта вместе с другим басистом одновременно. В сотрудничестве с кларнетистом Эриком Долфи Скотт делает запись нескольких Вариаций на темы Телониуса Монка.
При отсутствии заказов на трио Эванса, летом 1960 г. Лафаро начинает регулярно работать в группе Орнетта Коулмена.
Осенью во время гастролей в Лос-Анджелесе, Скотт повидался с семьей и даже успел, по приглашению друга, получить роль в эпизоде фильма «Блеск в траве». По возвращении в Нью-Йорк они дали концерт в Вилладж-Вангард, и Скотт остался там к прибытию Эванса и Мотиана. За это время участники трио стали также и друзьями.
В ноябре 1960 Лафаро записывается вместе со Стивом Кюном и Питом ЛаРокой. Также до конца года пишутся «Джазовые абстракции» с Гюнтером Шуллером и «Фри джаз» с Орнеттом Коулманом.
1961 год начинается туром по Западному побережью с Эвансом. Лафаро сочетает работу с его трио и группой Коулмана. В этот же период работает со Стэном Гетцем, Шелли Мэнном.
В июне в трио Эванса в Вилладж Вангард делает записи, вошедшие позднее в его альбомы «Воскресенье в Вилладж Вангард» и «Вальс для Дэбби». После, в перерыве работ с Биллом, Скотт присоединяется к Стэну Гетцу для выступления на Ньюпортском джазовом фестивале, проходившего с 30 июня по 3 июля. Квартет Стэна был записан на второе число, и это было последнее появление Скотта Лафаро на широкой публике.

## Смерть
3 июля 1961 года в телефонном разговоре с сестрой Скотт обсуждал семейные дела.
Было желание продать дом в Джениве. Срок аренды заканчивался. Мать беспокоить не стоило, так как она тяжело переживала смерть отца, а также была занята младшими дочерьми.
Так возникло намерение заехать туда по пути в Лонг-Айленд и поторопить арендаторов с решением вопроса. Выехал он утром 5 июля и после восьмичасового переезда остановился у дома тети на подъезде к Джениве, где решил навестить школьного приятеля Фрэнка, жившего по близости в пяти домах. Вечером того же дня они решили навестить еще одного приятеля Лона, чтобы послушать джазовые альбомы, но застали его играющим в бридж, и тот предложил навестить его ближе к ночи. После нескольких кружек пива в баре у Коси, они решили отправиться в Варшаву, штат Нью-Йорк к Джуди, у которой тоже была качественная стерео-система, чтобы послушать джаз. Там они пробыли два-три часа в приятной компании незнакомых до того людей, но наслышанных о карьере Скотта. Пили кофе, слушали музыку. Им предложили остаться на ночь, но Фрэнку нужно было возвращаться.
Около 01:45 6 июля Скотт, по всей видимости, уснул за рулем, сошел с дороги и врезался в столб. В результате возгорания автомобиля он и Фрэнк погибли на месте.
3 июля родные получили почту с документами, которые Скотт должен был подписать. Это делало его поездку в Джениву ненужной, но в тот день и после они не смогли до него дозвониться, чтобы сказать об этом.

## Личная жизнь
Первым серьезным увлечением была Анна-Мария Пэкуилли (ныне Энн Голдинг)в 1953. Роман продолжался до ухода Скотта в колледж. В знак преданности Скотт даже принял римско-католическое христианство. В 1959 г. он предложил ей возобновить отношения, но она влюбилась в кого-то еще и была помолвлена.
Во времена колледжа Скотт проводил время в парке через улицу от магазина грамзаписи «Ленц», где знакомился с альбомами Майлза Дэвиса и других джазовых современников. Там он и однажды встретил Сюзанну Стюарт — старшеклассницу местной средней школы и талантливую вокалистку.
Она нередко сопровождала его в ночных клубах Итаки и окрестностей, где он играл на саксофоне и контрабасе, чтобы подзаработать. Она была с ним в Джениве на каникулах в 1955 году, а в марте 1956 года присоединилась к туру оркестра Бадди Морроу. По дороге они помолвились и начали планировать свадьбу, но в последний момент она испугалась, передумала и, оставив группу, вернулась домой.
В горестную ночь, когда был украден контрабас Миттенвальд, Скотт сблизился с Мэгги Райан — красавицей и женой одного из владельцев клуба. Она стала много времени проводить времени со Скоттом, в том числе у него дома. После переезда мать Скотта неодобрительно отнеслась к их совместному проживанию, поскольку они не были в браке, что в те годы, особенно для восточных штатов, не было нормой. Настроению матери не способствовала недавняя потеря отца. Отношения Скотта и Мэгги продлились около года. Найдя постоянную работу в кинокомпании «XX век фокс», Мэгги имела повод не поддерживать Скотта на выступлениях и таким образом отдалилась от него. В 1959 году он предлагал ей возобновить отношения, приехав к нему в Нью-Йорк, но она сказала, что ищет другую жизнь и вскоре вышла замуж. После смерти Скотта она встретилась с одним из владельцев клуба и они ночью долго колесили по городу с разговорами о Скотте Лафаро. Она призналась, что до сих пор чувствует его влияние.
Глория Габриэль была в группе танцоров у Хеймса в то время, когда Скотт работал с ним. Однажды в отеле в Питтсбурге он постучал к ней, сделав вид, что забыл номер своей комнаты. Их отношения начались и продолжались до его смерти. Ей посвящено сочинение Скотта «Шаг Глории» (Gloria’s step).

## О творчестве Лафаро
В дневнике одной школьной подруги Скотт писал, что всерьез намерен учиться и практиковать столько, пока не станет «настолько же хорош, как Конитц, Дэзмонд, Гетц или Симс». Развитие его, как басиста, пошло действительно быстрыми темпами. В технике игры он использовал два или три пальца. При знакомстве с Дювивье(пользовался одним пальцем) оба были поражены техникой друг друга. Скотт обладал хорошим музыкальным слухом и чувством ритма. В игре старался делать не только мелодические, но и гармонические ходы. Ему всегда скучно играть просто ритм — две или четыре четверти. Этим он не всегда был понят некоторыми современники. Другие же считали, что он опережает время. Он постоянно придумывал что-то. Однажды он сказал, что сам не может сыграть того, что у него в голове.
Скотт не стеснялся перенимать опыт других басистов. Сам он оказал влияние на своих последователей. Чак Израэлс, Эдди Гомес и Марк Джонсон — басисты постЛафаровского периода Эванса — дали мемориальный концерт посвященный Скотту Лафаро в 2001 году.
Контрабас Абраама Прескотта 3/4, был в машине в день трагической гибели Скотта Лафаро. Его друг Джордж Дювивье бережно сохранил останки инструмента (были повреждены и частично обуглены гриф, передняя, задняя и левая боковая стенки деки, ребра) и передал их своему другу Самуэлю Колштейну. Идею восстановить инструмент, витавшую в воздухе почти двадцать лет, поддержала сестра Скотта — Хэлен. Вместе с сыном Барри, Сэм разобрал инструмент, изготовил недостающие детали, и в 1988 г. готовый инструмент был представлен публике. Это была дань уважения Скотту Лафаро.

## Дискография
With Ornette Coleman
- Free Jazz: A Collective Improvisation (Atlantic, 1961)
- Ornette! (Atlantic, 1962)
- The Art of the Improvisers (Atlantic, 1970)
- Twins (Atlantic, 1971)

With Bill Evans
- Portrait in Jazz (Riverside, 1960)
- The 1960 Birdland Sessions (Fresh Sound, 2005)
- Explorations (Riverside, 1961)
- Sunday at the Village Vanguard (Riverside, 1961)
- Waltz for Debby (Riverside, 1962)

With Victor Feldman
- The Arrival of Victor Feldman (Contemporary, 1958)
- Latinsville! (Contemporary, 1960)

With Stan Getz and Cal Tjader
- Cal Tjader-Stan Getz Sextet (Fantasy, 1958)

With Hampton Hawes
- For Real! (Contemporary, 1958 [1961])
- Bird Song (Contemporary, 1958 [1999])

With Booker Little
- Booker Little (Time, 1961)

With Pat Moran McCoy
- Pat Moran Trio (Bethlehem, 1957)

With Gunther Schuller
- Jazz Abstractions (Atlantic, 1960)

With Tony Scott
- Sung Heroes (Sunnyside, 1959)